# Mikko Mäkelä (hockey sur glace)
Pour les articles homonymes, voir Mäkelä et Mikko Mäkelä (réalisateur).
Temple de la renommée finlandais : 2004
Mikko Mäkelä (né le 28 février 1965 à Tampere en Finlande) est un joueur professionnel finlandais de hockey sur glace.

## Carrière
Mäkelä a été sélectionné en 65e position par les Islanders de New York lors du repêchage de 1983.
Il fit ses débuts dans la LNH avec les Islanders au cours de saison 1985-1986. En plus de quatre saisons avec cette franchise, il marqua 95 buts dont 37 pendant la saison 1987-1988. Les Islanders l'échangèrent aux Kings de Los Angeles au cours de la saison 1989-1990 contre Hubie McDonough et Ken Baumgartner.
À l'issue de la saison 1989-1990 avec Los Angeles, Mäkelä fut de nouveau échangé. Il prit la direction des Sabres de Buffalo en retour de Mike Donnelly. Après une saison avec les Sabres, il retourna jouer en Europe. Il passa deux saisons en Finlande, évoluant pour le TPS Turku avec lequel il obtint les titres de meilleur pointeur et de meilleur joueur lors de la saison 1992, puis une saison en Suède avec les Malmö Redhawks. Il débuta la saison 1994-1995 avec Ilves Tampere, de nouveau en SM-liiga, avant de rejoindre les Bruins de Boston après la fin du lock-out. Il fit 11 apparitions dans l'effectif des Bruins et 7 lors des séries éliminatoires de la Coupe Calder avec le club école des Bruins, les Bruins de Providence en Ligue américaine de hockey.
Mäkelä retourna ensuite terminer sa carrière de joueur en Europe, jouant successivement pour deux saisons en Allemagne, une en Suède et une dernière en Finlande.
Il a ensuite occupé le poste d'entraineur des Hurricanes de Lethbridge durant la fin de saison 2002-2003 de la Ligue de hockey de l'Ouest.
En 2004, il a été admis au Temple de la renommée du hockey finlandais avec le numéro 139.
Il est aujourd'hui propriétaire et directeur de son propre centre d'entraînement au hockey sur glace à Lethbridge au Canada.

## Statistiques

### En club
| Saison     | Équipe                 | Ligue      |     | Saison régulière | Saison régulière | Saison régulière | Saison régulière | Saison régulière |    | Séries éliminatoires | Séries éliminatoires | Séries éliminatoires | Séries éliminatoires | Séries éliminatoires |
| Saison     | Équipe                 | Ligue      | PJ  | B                | A                | Pts              | Pun              | PJ               | B  | A                    | Pts                  | Pun                  |                      |                      |
| 1984-1985  | Ilves Tampere          | SM-liiga   | 36  | 34               | 25               | 59               | 24               | 9                | 4  | 7                    | 11                   | 10                   |                      |                      |
| 1985-1986  | Indians de Springfield | LAH        | 2   | 1                | 1                | 2                | 0                | --               | -- | --                   | --                   | --                   |                      |                      |
| 1985-1986  | Islanders de New York  | LNH        | 58  | 16               | 20               | 36               | 28               | --               | -- | --                   | --                   | --                   |                      |                      |
| 1986-1987  | Islanders de New York  | LNH        | 80  | 24               | 33               | 57               | 24               | 11               | 2  | 4                    | 6                    | 8                    |                      |                      |
| 1987-1988  | Islanders de New York  | LNH        | 73  | 36               | 40               | 76               | 22               | 6                | 1  | 4                    | 5                    | 6                    |                      |                      |
| 1988-1989  | Islanders de New York  | LNH        | 76  | 17               | 28               | 45               | 22               | --               | -- | --                   | --                   | --                   |                      |                      |
| 1989-1990  | Islanders de New York  | LNH        | 20  | 2                | 3                | 5                | 2                | --               | -- | --                   | --                   | --                   |                      |                      |
| 1989-1990  | Kings de Los Angeles   | LNH        | 45  | 7                | 14               | 21               | 16               | 1                | 0  | 0                    | 0                    | 0                    |                      |                      |
| 1990-1991  | Sabres de Buffalo      | LNH        | 60  | 15               | 7                | 22               | 25               | --               | -- | --                   | --                   | --                   |                      |                      |
| 1991-1992  | TPS Turku              | SM-liiga   | 44  | 25               | 45               | 70               | 38               | 3                | 2  | 3                    | 5                    | 0                    |                      |                      |
| 1992-1993  | TPS Turku              | SM-liiga   | 38  | 17               | 27               | 44               | 22               | 11               | 4  | 8                    | 12                   | 0                    |                      |                      |
| 1993-1994  | Malmö Redhawks         | Elitserien | 37  | 15               | 21               | 36               | 20               | 11               | 4  | 7                    | 11                   | 2                    |                      |                      |
| 1994-1995  | Bruins de Boston       | LNH        | 11  | 1                | 2                | 3                | 0                | --               | -- | --                   | --                   | --                   |                      |                      |
| 1994-1995  | Ilves Tampere          | SM-liiga   | 18  | 3                | 11               | 14               | 4                | --               | -- | --                   | --                   | --                   |                      |                      |
| 1994-1995  | Bruins de Providence   | LAH        | --  | --               | --               | --               | --               | 7                | 2  | 4                    | 6                    | 2                    |                      |                      |
| 1995-1996  | DEG Metro Stars        | DEL        | 47  | 16               | 37               | 53               | 16               | 13               | 0  | 14                   | 14                   | 12                   |                      |                      |
| 1996-1997  | DEG Metro Stars        | DEL        | 39  | 4                | 14               | 18               | 0                | 4                | 1  | 1                    | 2                    | 0                    |                      |                      |
| 1997-1998  | Södertälje SK          | Elitserien | 25  | 2                | 11               | 13               | 14               | --               | -- | --                   | --                   | --                   |                      |                      |
| 1998-1999  | Tappara Tampere        | SM-liiga   | 41  | 4                | 6                | 10               | 14               | --               | -- | --                   | --                   | --                   |                      |                      |
| Totaux LNH | Totaux LNH             | Totaux LNH | 423 | 118              | 147              | 265              | 139              | 18               | 3  | 8                    | 11                   | 14                   |                      |                      |

### En équipe nationale de Finlande
| Année | Ligue                       |   | PJ | B | A  | Pts | Pun |  | Résultats |
| 1982  | Championnat d'Europe junior | 5 | 3  | 0 | 3  | 4   | 4e  |  |           |
| 1983  | Championnat d'Europe junior | 5 | 1  | 3 | 4  | 8   | 2e  |  |           |
| 1984  | Championnat du monde junior | 7 | 1  | 2 | 3  | 0   | 2e  |  |           |
| 1985  | Championnat du monde junior | 7 | 11 | 2 | 13 | 6   | 4e  |  |           |
| 1985  | Championnat du monde        | 8 | 2  | 2 | 4  | 2   | 5e  |  |           |
| 1987  | Coupe Canada                | 5 | 1  | 1 | 2  | 12  | 6e  |  |           |
| 1992  | Jeux olympiques             | 5 | 3  | 3 | 6  | 0   | 7e  |  |           |
| 1992  | Championnat du monde        | 8 | 2  | 8 | 10 | 0   | 2e  |  |           |
| 1994  | Jeux olympiques             | 8 | 2  | 3 | 5  | 4   | 3e  |  |           |
| 1994  | Championnat du monde        | 8 | 5  | 4 | 9  | 6   | 2e  |  |           |

## Honneurs et récompenses
- 1983 : médaille d'argent au Championnat d'Europe junior.
- 1984 : médaille d'argent au Championnat du monde junior.
- 1985 : champion de la SM-liiga avec l'Ilves Tampere.
- 1985 : vainqueur du trophée Aarne-Honkavaara[3] du meilleur buteur de SM-liiga.
- 1992 : médaille d'argent au Championnat du monde.
- 1992 : vainqueur du Kultainen kypärä [4] récompensant le meilleur joueur de SM-liiga.
- 1992 : vainqueur du trophée Veli-Pekka-Ketola[5] du meilleur pointeur de la saison régulière de SM-liiga.
- 1993 : champion de la SM-liiga avec le TPS Turku.
- 1994 : champion de l'Elitserien avec les Malmö Redhawks.
- 1994 : médaille de bronze aux Jeux olympiques.
- 1994 : médaille d'argent au Championnat du monde.
- 1996 : champion de la DEL avec les DEG Metro Stars.
- 2004 : admis au Temple de la renommée du hockey finlandais.